# Ath Oualban
Ath Oualban est un village d'Algérie de la région de Kabylie, situé dans la commune de Saharidj faisant face au mont de Lalla Khlidja (2 308 m). 

## Faits notables
Le village est connu pour son dévouement au pays et par sa participation active à la guerre de libération (74 chahides). 
Le village a aussi souffert des effets du terrorisme : c'est à proximité de cette localité qu'aurait été enlevé Hervé Gourdel en 2014.

## Économie
Le développement de l'activité se réalise grâce aux programmes d'aide aux agricultures. Le secteur est connu pour son réseau historique d'irrigation par gravité, toujours utilisé au début du 21e siècle.

## Culture
Lounis Belaitouche, auteur du livre A comme Algérien, est natif du village.